# لويجي ميركاتلي
لويجي ميركاتلّي (بالإيطالية: Luigi Mercatelli)‏ هو سياسي إيطالي. كان المفوض الإيطالي في مستعمرة الصومال الإيطالي (1905-1906) ثم أصبح حاكماً لمستعمرة طرابلس الإيطالية (1920-1921).
توفي أثناء بقاءه سفيراً في ريو دي جانيرو في البرازيل.

## مصدر
Treaccani enciclopedia: Luigi Mercatelli